# Piotr Czub
Piotr Czub (ur. 20 kwietnia 1966 w Radomiu) – polski chemik, nauczyciel akademicki, doktor habilitowany nauk technicznych i profesor nadzwyczajny Politechniki Krakowskiej im. Tadeusza Kościuszki. Współwłaściciel kilku patentów.

## Życiorys
Absolwent technologii chemicznej na Politechnice Krakowskiej im. Tadeusza Kościuszki (1991). W 1994 odbył trzymiesięczny staż na University of Surrey w Wielkiej Brytanii. W latach 1998–2000 pracował na stanowisku głównego technologa w sektorze prywatnym. Doktoryzował się w 1999, na podstawie dysertacji „Badania reakcji związków epoksydowych z disiarczkiem węgla” uzyskując stopień doktora nauk technicznych w zakresie technologii chemicznej (specjalność: technologia tworzyw sztucznych). Następnie został adiunktem w Katedrze Chemii i Technologii Tworzyw Sztucznych. W 2012 na podstawie pracy „Modyfikowane oleje roślinne oraz produkty chemicznej degradacji odpadowego poli(tereftalanu etylenu) jako ekologiczne surowce do żywic epoksydowych” uzyskał stopień doktora habilitowanego nauk technicznych w dyscyplinie technologia chemiczna.